# Социальная конвергенция (партия)
Социальная конвергенция (исп. Convergencia Social) — левая политическая партия в Чили, основанная в 2018 году Движением автономистов, движениями Либертарные левые, Социализм и свобода и Новая демократия. Входит в левую коалицию «Широкий фронт».
В середине 2019 года члены движения начали процесс регистрации в качестве учреждённой политической партии. В ноябре 2019 года Либертарианские левые и сотни боевиков решили выйти из партии в знак протеста против участия Габриэля Борича в политическом соглашении о конституционном плебисците, идея которого возникла после протестов 2019 года.

## Участие в выборах

### Парламентские выборы
| Выборы | Палата депутатов | Палата депутатов | Палата депутатов | Сенат   | Сенат | Сенат   | Позиция |
| Выборы | Голосов          | %                | Мест             | Голосов | %     | Мест    | Позиция |
| ------ | ---------------- | ---------------- | ---------------- | ------- | ----- | ------- | ------- |
| 2021   | 59 489           | 1,28 %           | 4 из 155         | 59 489  | 1,28% | 0 из 50 |         |

### Президентские выборы
| Выборы | Кандидат       | 1-й тур   | 1-й тур | 2-й тур   | 2-й тур | Результат |
| Выборы | Кандидат       | Голосов   | %       | Голосов   | %       | Результат |
| ------ | -------------- | --------- | ------- | --------- | ------- | --------- |
| 2021   | Габриэль Борич | 1 815 024 | 25,8 %  | 4 620 671 | 55,87 % | Победа    |